# Certilleux
Certilleux é uma comuna francesa na região administrativa do Grande Leste, no departamento de Vosges. Estende-se por uma área de 5.86 km². Em 2010 a comuna tinha 220 habitantes (densidade: 37,5 hab./km²).